# روجر روث
روجر روث (بالإنجليزية: Roger Roth)‏ هو شخصية أعمال وسياسي أمريكي، ولد في 5 فبراير 1978 بأبلتون في الولايات المتحدة. حزبياً، نشط في الحزب الجمهوري. وقد انتخب عضو جمعية ولاية ويسكونسن.

## وصلات خارجية
- الموقع الرسمي